# シャルリ・ビロドー
シャルリ・ビロドー（フランス語: Charlie Bilodeau, 1993年8月6日 - ）は、カナダ出身のフィギュアスケート選手（ペア）。パートナーはリュボーフィ・イリュシェチキナ、ジュリアン・セガンなど。
2018年平昌オリンピックカナダ代表。2014年ジュニアグランプリファイナル優勝。

## 経歴
2008年にクリステル・デジャルダンとのペアを結成。2010年のカナダ選手権のノービスクラスで優勝。2012年大会ではジュニアクラスで銀メダルを獲得した。
2012年11月にジュリアン・セガンとのペアを結成。2013-2014シーズンから国際大会への参加を始めた。世界ジュニア選手権への出場が決まっていたが、セガンの背中の怪我で欠場した。
2014-2015シーズン、ジュニアグランプリシリーズで2連勝し、ジュニアグランプリファイナルも優勝。カナダ選手権は銅メダルを獲得。初出場の世界ジュニア選手権では銀メダルを獲得した。同じく初出場の世界選手権では8位。
2015-2016シーズン、グランプリシリーズに参戦し、スケートアメリカとエリック・ボンパール杯で銅メダルを獲得した。シリーズの成績は7位だったが、パリ同時多発テロ事件を受け、特例でグランプリファイナルの進出が決まった(後に隋文静/韓聰組が出場を辞退したため、繰り上がりによる自力での進出となった)。ファイナルでは初の200点台を記録し4位に入った。カナダ選手権では銀メダルを獲得。四大陸選手権と世界選手権は、セガンの怪我のために欠場した。
2016-2017シーズン、スケートアメリカでグランプリシリーズ初優勝を飾った。2年連続進出を果たしたグランプリファイナルでは5位。2016年12月24日にセガンが脳震盪を起こし、翌月のカナダ選手権を欠場。2017年2月1日に練習を再開し、世界選手権では11位となった。
シーズン終了後、6月には膝の手術をおこなった。セガンは4月のアイスショーの練習中と7月のリフトの練習中に脳震盪を起こし、シーズン開幕後にも悪影響を及ぼすことになった。
2017-2018シーズン、ロステレコム杯で6位、NHK杯で4位。セガンはロステレコム杯の頃から脳震盪から来るめまい・視覚障害・吐き気に悩まされており、症状は12月まで続いた。カナダ選手権では銀メダルを獲得し、平昌オリンピックの出場が決まった。同大会では9位。その一方で世界選手権ではFS進出を逃す22位に終わった。
2018-2019シーズンのグランプリシリーズの出場が決まり、新プログラムも公表していたが、7月中旬に解散が発表された。2019年3月にはリュボーフィ・イリュシェチキナとのペア結成を発表。コーチをリチャード・ゴーチエとブルーノ・マルコットに変更し、モントリオールで練習を積むことも併せて発表した。

## 主な戦績
- リュボーフィ・イリュシェチキナとのペア (カナダ所属)

| 大会/年              | 2019-20 |
| -------------------- | ------- |
| GP中国杯             | 3       |
| GPスケートカナダ     | 5       |
| CSフィンランディア杯 | 3       |

- ジュリアン・セガンとのペア

| 大会/年              | 2013-14 | 2014-15 | 2015-16 | 2016-17 | 2017-18 |
| -------------------- | ------- | ------- | ------- | ------- | ------- |
| 冬季オリンピック     |         |         |         |         | 9       |
| 世界選手権           |         | 8       |         | 11      | 22      |
| カナダ選手権         | 2 J     | 3       | 2       |         |         |
| GPファイナル         |         |         | 4       | 5       |         |
| GP NHK杯             |         |         |         |         | 4       |
| GPロステレコム杯     |         |         |         | 5       | 5       |
| GPエリック杯         |         |         | 3       |         |         |
| GPスケートアメリカ   |         |         | 3       | 1       |         |
| CSネーベルホルン杯   |         |         | 5       |         |         |
| CSオータムクラシック |         |         |         | 1       | 3       |
| 世界Jr.選手権        |         | 2       |         |         |         |
| JGPファイナル        |         | 1       |         |         |         |
| JGP B.シュベルター杯 |         | 1       |         |         |         |
| JGPチェコスケート    | 4       | 1       |         |         |         |
| JGPミンスク          | 5       |         |         |         |         |

- クリステル・デジャルダンとのペア

| 大会/年             | 2008-09 | 2009-10 | 2010-11 | 2011-12 | 2012-13 |
| ------------------- | ------- | ------- | ------- | ------- | ------- |
| カナダ選手権        | 2 Pn    | 1 N     | 5 J     | 2 J     |         |
| JGPクロアチア杯     |         |         |         |         | 9       |
| JGPレークプラシッド |         |         |         |         | 10      |

### 詳細
| 2017-2018 シーズン    |                                                                |          |          |          |
| 開催日                | 大会名                                                         | SP       | FS       | 結果     |
| 2018年3月21日 - 25日  | 2018年世界フィギュアスケート選手権（ミラノ）                   | 22 55.68 | -        | 22       |
| 2018年2月14日 - 15日  | 平昌オリンピック（平昌）                                       | 12 67.52 | 8 136.50 | 9 204.02 |
| 2017年11月10日 - 12日 | ISUグランプリシリーズ NHK杯（大阪）                            | 5 63.98  | 4 130.39 | 4 194.37 |
| 2017年10月20日 - 22日 | ISUグランプリシリーズ ロステレコム杯（モスクワ）               | 5 67.06  | 5 119.10 | 5 186.16 |
| 2017年9月20日 - 23日  | ISUチャレンジャーシリーズ オータムクラシック（ピエールフォン） | 3 68.80  | 3 103.46 | 3 172.26 |

| 2016-2017 シーズン      |                                                                |          |           |           |
| 開催日                  | 大会名                                                         | SP       | FS        | 結果      |
| 2017年3月27日 - 4月2日  | 2017年世界フィギュアスケート選手権（ヘルシンキ）               | 12 66.31 | 10 131.90 | 11 198.21 |
| 2016年12月8日 - 11日    | 2016/2017 ISUグランプリファイナル（マルセイユ）                | 6 60.86  | 4 125.99  | 5 186.85  |
| 2016年11月4日 - 6日     | ISUグランプリシリーズ ロステレコム杯（モスクワ）               | 5 61.72  | 4 121.65  | 5 183.37  |
| 2016年10月21日 - 23日   | ISUグランプリシリーズ スケートアメリカ（シカゴ）               | 3 66.49  | 1 130.82  | 1 197.31  |
| 2016年9月29日 - 10月1日 | ISUチャレンジャーシリーズ オータムクラシック（ピエールフォン） | 1 71.40  | 1 136.90  | 1 208.30  |

| 2015-2016 シーズン    |                                                                  |         |          |          |
| 開催日                | 大会名                                                           | SP      | FS       | 結果     |
| 2016年1月18日 - 24日  | カナダフィギュアスケート選手権（ハリファックス）                 | 2 69.73 | 2 141.67 | 2 211.40 |
| 2015年12月9日 - 13日  | 2015/2016 ISUグランプリファイナル（バルセロナ）                  | 4 71.16 | 4 129.82 | 4 200.98 |
| 2015年11月13日 - 15日 | ISUグランプリシリーズ エリック・ボンパール杯（ボルドー）         | 3 64.95 | 中止     | 3        |
| 2015年10月23日 - 25日 | ISUグランプリシリーズ スケートアメリカ（ミルウォーキー）         | 4 64.85 | 3 124.64 | 3 189.49 |
| 2015年9月23日 - 26日  | ISUチャレンジャーシリーズ ネーベルホルン杯（オーベルストドルフ） | 5 57.81 | 5 92.51  | 5 150.32 |

| 2014-2015 シーズン    |                                                                |          |           |          |
| 開催日                | 大会名                                                         | SP       | FS        | 結果     |
| 2015年3月23日 - 29日  | 2015年世界フィギュアスケート選手権（上海）                     | 10 60.53 | 10 117.50 | 8 178.03 |
| 2015年3月2日 - 8日    | 2015年世界ジュニアフィギュアスケート選手権（タリン）           | 2 61.32  | 2 115.00  | 2 176.32 |
| 2015年1月19日 - 25日  | カナダフィギュアスケート選手権（キングストン）                 | 3 61.47  | 3 119.96  | 3 181.43 |
| 2014年12月11日 - 14日 | 2014/2015 ISUジュニアグランプリファイナル（バルセロナ）        | 1 59.22  | 1 116.35  | 1 175.57 |
| 2014年10月1日 - 5日   | ISUジュニアグランプリ ブラエオン・シュベルター杯（ドレスデン） | 1 59.18  | 1 114.92  | 1 174.10 |
| 2014年9月3日 - 7日    | ISUジュニアグランプリ チェコスケート（オストラヴァ）           | 1 55.21  | 1 104.19  | 1 159.40 |

| 2013-2014 シーズン   |                                                         |         |         |          |
| 開催日               | 大会名                                                  | SP      | FS      | 結果     |
| 2014年1月9日 - 15日  | カナダフィギュアスケート選手権 ジュニアクラス（オタワ） | 1 56.54 | 2 91.28 | 2 147.82 |
| 2013年10月2日 - 6日  | ISUジュニアグランプリ チェコスケート（オストラヴァ）    | 3 50.50 | 4 90.68 | 4 141.18 |
| 2013年9月25日 - 28日 | ISUジュニアグランプリ ミンスク（ミンスク）              | 4 47.96 | 3 79.46 | 4 127.42 |

| 2012-2013 シーズン     |                                                            |          |          |           |
| 開催日                 | 大会名                                                     | SP       | FS       | 結果      |
| 2012年10月3日 - 7日    | ISUジュニアグランプリ クロアチア杯（ザグレブ）             | 13 33.67 | 9 71.26  | 9 104.93  |
| 2012年8月29日 - 9月2日 | ISUジュニアグランプリ レークプラシッド（レークプラシッド） | 10 37.75 | 10 75.86 | 10 113.61 |

| 2011-2012 シーズン   |                                                             |         |         |          |
| 開催日               | 大会名                                                      | SP      | FS      | 結果     |
| 2012年1月16日 - 22日 | カナダフィギュアスケート選手権 ジュニアクラス（モンクトン） | 3 40.10 | 2 82.37 | 2 122.47 |

| 2010-2011 シーズン   |                                                             |         |         |          |
| 開催日               | 大会名                                                      | SP      | FS      | 結果     |
| 2011年1月17日 - 23日 | カナダフィギュアスケート選手権 ジュニアクラス（ビクトリア） | 6 39.09 | 4 73.67 | 5 112.76 |

| 2009-2010 シーズン   |                                                           |         |         |          |
| 開催日               | 大会名                                                    | SP      | FS      | 結果     |
| 2010年1月11日 - 17日 | カナダフィギュアスケート選手権 ノービスクラス（ロンドン） | 1 38.39 | 1 64.48 | 1 102.87 |

| 2008-2009 シーズン   |                                                                 |         |         |         |
| 開催日               | 大会名                                                          | SP      | FS      | 結果    |
| 2009年2月11日 - 14日 | カナダフィギュアスケート選手権 プレノービスクラス（カルガリー） | 2 29.06 | 2 46.90 | 2 75.96 |

## プログラム使用曲
| シーズン  | SP | FS | EX |
| --------- | --- | --- | --- |
| 2018-2019 | Groove Is in the Heart 曲：ディー・ライト | Wicked Game 作曲：クリス・アイザック 演奏：セオリー・オブ・ア・デッドマン | |
| 2017-2018 | Everybody Wants to Rule the World 曲：ティアーズ・フォー・フィアーズ ボーカル：ロード                                                                             | Where's My Love 曲：SYML | |
| 2016-2017 | Skokiaan 演奏：ルイ・アームストロング | 映画『ニュー・シネマ・パラダイス』サウンドトラックより 作曲：エンニオ・モリコーネ Cinema Paradiso 演奏：モニカ・マンシーニ                                                        | Shut Up and Dance 曲：ウォーク・ザ・ムーン |
| 2015-2016 | Monde Inverse シルク・ドゥ・ソレイユ『キュリオス』より 振付：シェイ・ズキウスキー、シェイ＝リーン・ボーン                                                         | 青い影 曲：プロコル・ハルム 演奏：デンマーク国立コンサートオーケストラと合唱団 カール・ヒューゴの音楽 振付：マリー＝フランス・デュブレイユ、パトリス・ローゾン                    | ハーモニカの男 映画『ワンス・アポン・ア・タイム・イン・アメリカ』サウンドトラックより 作曲：エンニオ・モリコーネ If You've Only Got a Moustache 映画『荒野はつらいよ 〜アリゾナより愛をこめて〜』サウンドトラックより 作曲：ジョエル・マクニーリー                                                            |
| 2014-2015 | 映画『グランド・ブダペスト・ホテル』サウンドトラックより S'Rothe-Zaeuerli The Family Desgoffe und Taxis 作曲：アレクサンドル・デスプラ 振付：シェイ・ズキウスキー | In Your Eyes Wallflower 曲：ピーター・ゲイブリエル 振付：マリー＝フランス・デュブレイユ、パトリス・ローゾン                                                                       | フライ・ミー・トゥ・ザ・ムーン ボーカル：フランク・シナトラハーモニカの男 映画『ワンス・アポン・ア・タイム・イン・アメリカ』サウンドトラックより 作曲：エンニオ・モリコーネ If You've Only Got a Moustache 映画『荒野はつらいよ 〜アリゾナより愛をこめて〜』サウンドトラックより 作曲：ジョエル・マクニーリー |
| 2013-2014 | Do You Only Wanna Dance 映画『ダーティ・ダンシング』サウンドトラックより                                                                                          | 映画『ジェームズ・ボンド』サウンドトラックより Act II: Odd Job's Pressing Engagement On Her Majesty's Secret Service Alpine Drive Auric's Factory Into Miami 作曲：ジョン・バリー | |